# Staatsangehörigkeit des Fürstenstaats Jammu und Kaschmir
Die Staatsangehörigkeit des Fürstenstaats Jammu und Kaschmir wurde an die Bürger des am Himalaya gelegenen indischen Fürstenstaats Jammu und Kaschmir (im Folgenden kurz „Kaschmir“) verliehen, welcher bis 1948/54 existierte. Die Nachfahren der Bewohner dieses ehemaligen Staates besitzen heutzutage großteils die indische oder die pakistanische Staatsangehörigkeit, in einigen wenigen Fällen die chinesische.
Die Untertaneneigenschaft bleibt allerdings bis heute insofern von Bedeutung, da der Kaschmir-Konflikt seit 1948 weiterschwelt. Angesichts des am 13. August 1948 von den Vereinten Nationen beschlossenen, jedoch nie durchgeführten Unabhängigkeitsreferendums und den vier kleineren um die Region geführten Kriegen wäre der Status bei einer Lösung wieder von Bedeutung.

## Historischer Hintergrund
Alle nicht-weißen Untertanen indischer Fürstenstaaten galten staatsrechtlich in Britisch-Indien als Ausländer mit dem Status einer „British protected person“. Mit der Unabhängigkeit 1947 wurden sie zunächst „British subjects“, bis die Nachfolgestaaten eigene Staatsbürgerschaften schufen.
Das State Subject Law wurde vom Maharadscha 1927 vor allem deshalb erlassen, um den zahlreicher werdenden gebildeten Angehörigen der lokalen Mittelschicht Stellungen zu sichern. Solche Posten waren damals hoch attraktiv, vor allem da Inder vor 1935 aus allen Beamtenpositionen der höheren Laufbahn des britischen Indian Civil Service ausgeschlossen blieben. Ihnen gestattete die Kolonialmacht lediglich eine Laufbahn im Covenated Service, was etwa der deutschen mittleren und gehobenen Laufbahn entsprach. Die vermehrte Anstellung zuwandernder gut gebildeter, aber mehrheitlich hinduistischer Punjabis in Kaschmir führte zu Ressentiments der Eingeborenen, denen durch das Gesetz nun Vorrechte gewährt wurden. Tiefsitzender Fremdenhass der muslimischen Mehrheitsbevölkerung gegen Hindus ist im indisch verwalteten Teil bis heute ein Kernproblem der kaschmirischen Gesellschaft.

## State Subject Act 1927
Die Verordnung 1927 schuf vier Klassen:
1. alle, deren Vorfahren vor Beginn des Regierungsantritts von Gulab Singh (reg. 1846–57) oder vor 1886 ihren Dauerwohnsitz im Lande hatten.
2. alle Personen, die nicht in Klasse I fielen, aber vor Ende des Jahres 1911 im Fürstenstaat ihren Dauerwohnsitz nahmen und hier Grundbesitz erworben hatten.
3. nicht unter Klasse I oder II fallende, die dauerhaft im Lande lebten und eine Rayatnama genannte Aufenthaltserlaubnis hatten oder Grundbesitz genehmigterweise durch Ijazatnama-Bewilligung erworben hatten und mindestens zehn Jahre im Fürstenstaat gewohnt hatten.
4. für Firmen (also juristische Personen), von denen die Regierung annahm, dass sie für den Staat nützlich seien oder (halb-)staatliche Unternehmen.

Ehefrauen erhielten bei Heirat automatisch den Status ihres Ehemannes solange sie (auch als Witwe) ihren Dauerwohnsitz im Lande behielten. Die Klassenzugehörigkeit wurde auf Nachfahren weitervererbt.
Das Gesetz sieht vor, dass bezüglich (subventioniertem) Landerwerb, Stipendien oder Aufnahme in den Staatsdienst die Angehörigen der höheren Klassen über die der niedrigeren zu bevorzugen sind.
Für die Ausstellung von Staatsangehörigkeitsausweisen war der Minister-in-charge des Political Department zuständig.
Die Ergänzungsverordnung von 27. Juni 1932 regelte die Klassenzugehörigkeit von Kaschmiris, die im Ausland (d. h. außerhalb des Fürstenstaates) lebten.
Hierbei wurde bestimmt, dass alle Emigranten weiterhin als Untertanen gelten, sowie dass der Status in männlicher Linie über zwei Generationen weitervererbt wird.
Außerdem wurden Personen unter 18 Jahren von den Möglichkeiten des Erwerbs nach den Bestimmungen zu Klasse III ausgeschlossen.

## Nach 1947

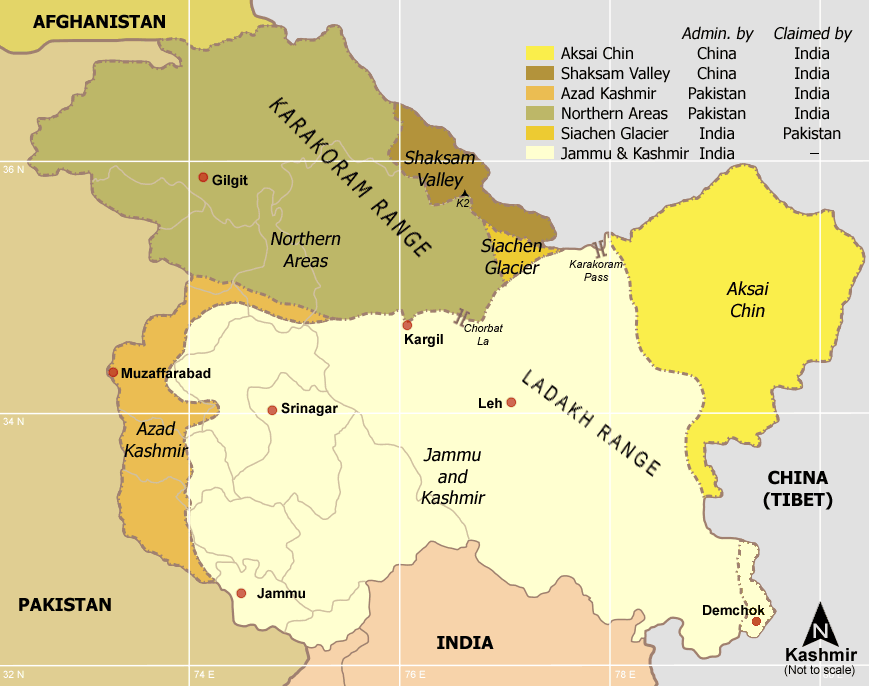
De facto-Verwaltungsgliederung des ehemaligen Fürstenstaats Kaschmir (2003). Die Volkszählung 1941 ergab für das damalige Gesamtgebiet etwas über vier Millionen Bewohner, davon 77 % Moslems und 20 % Hindus. Damals wie heute lebt ein Großteil der Bevölkerung in den etwa 20 Bezirken der Jammu Division bzw. Kashmir Division.

Bei der Teilung Indiens optierte der hinduistische Mahārāja zunächst nicht für Pakistan, dem er gemäß der muslimischen Bevölkerungsmehrheit hätte beitreten können, sondern votierte für Unabhängigkeit. Nach dem auf den Beitritt zu Indien folgenden ersten indisch-pakistanischen Krieg von Oktober 1947 bis Januar 1949 kam es im Dezember 1952 zum Abkommen von Delhi, das das Ende des Fürstentums und die Eingliederung des bevölkerungsreichsten Teils des Staates als indischen Gliedstaat brachte. Die indische Verfassung von 1950 galt zunächst nicht im Staat Jammu und Kashmir.
Seit 1949 folgt die Demarkation der Line of Control. Auch die folgenden drei kleineren Kriege änderten hier dauerhaft wenig. Die umkämpften Grenzregionen sind dünn besiedelt und größtenteils abgelegen in schwergängigen Bergregionen alle drei Mächte Sondergenehmigungen, wie z. B., den schon zu Kolonialzeiten existierenden Inner Line Permit.
Die durch die Vereinbarung von Delhi herbeigeführte Eingliederung des indisch besetzten Teils Kaschmirs in die Union sah das Weiterbestehen des state subject-Status vor. Der Bundesstaat Jammu und Kashmir hatte durch die 1954 in die indische Verfassung aufgenommenen Artikel 35A und 370 Sonderrechte aufgrund derer sie die fremdenfeindliche Politik des feudalen Zeit fortsetzen konnte. Die Art. 8 und 9 der kaschmirischen Verfassung gab dem Landtag das Recht Bestimmungen zum Daueraufenthaltsrecht und Bürgerrechtsstatus zu erlassen.
Vor dem 1. April 1959 benötigen Inder, die in den indisch verwalteten Teil einreisen wollten generell eine Einreiseerlaubnis. Im indisch verwalteten Teil führte man 1963 eine Verordnung über Urkunden für Permanent Residents ein, als Ersatz für die Regeln über die Klasse III der state subjects. Inhaltlich war wenig Unterschied. Es galt eine zehnjährige Aufenthaltserfordernis. Dazu kamen einige Sonderregeln für Vertriebene der Zeit 1947/48. Für unverheiratete Frauen galt die Bescheinigung nur bis zur Hochzeit.
1947 siedelten sich fast 6000 aus der Region Sialkot geflohene Familien sogenannter West Pakistan refugees (WPRs) vor allem in den Distrikten Kathua, Samba und Jammu an. Sie fielen durch das Raster der State subject-Bedingungen. Ihre Zahl ist bis 2018 auf geschätzt 80.000–85.000 Personen gewachsen. Zwar hatten sie indische Staatsbürgerrechte und Wahlrecht auf nationaler Ebene. Die Regionalregierung Kaschmirs, die bis zur Aufhebung des Art. 370 der Verfassung am 5. Juni 2019 weitreichenden Kompetenzen hatte, erkannte sie 70 Jahre nicht als ihre Bürger an, so dass sie kein Land erwerben konnten und der Zugang zu höherer Bildung und Sozialleistungen stark eingeschränkt war. Gerade dieser Personenkreis strengte mehrere Verfassungsklagen gegen den Art. 35A an, da sie die indienweite Freizügigkeit usw. eingeschränkt sahen.
Der Status des permanent resident wurde 2020 durch die Definition eines Domicile of the Union Territory ersetzt. Vorbedingung hierfür sind nun fünfzehn Jahre Wohnsitz (zehn Jahre für Beschäftigte im öffentlichen Dienst des Bundes) oder sieben Jahre Schulbesuch in Kaschmir mit abgelegter Abschlussprüfung nach der 10. oder 12. Klasse oder Status eines registrierten Flüchtlings.
Der Pakistan Citizenship Act of 1951 erwähnte in zwei Bestimmungen das Weiterbestehen des kaschmirischen Untertanenstatus bei gleichzeitiger Verleihung pakistanischer Staatsbürgerschaft, bis der Konflikt gelöst ist. Bereits 1970 kam es zur verwaltungsmäßigen Neugliederung der pakistanischen Nordgebiete von Gilgit-Baltistan. Mit Einrichtung des teilautomen Gebiets Asad Jammu und Kaschmir (= Azad Kashmir) 1974 fiel in die Kompetenz der lokalen Regierung auch die Regelung des Untertanenstatuses. 2017 lebten gut 4,1 Mio. Menschen hier.
Randgebiete und Sonderfälle
Nach der vollkommenen indischen Niederlage im Grenzkrieg 1962 gestattete die Volksbefreiungsarmee nach kurzer Zeit den wenigen hundert vertriebenen Bürgern die Rückkehr oder Ausreise. Das Gebiet Aksai Chin, eine 38.000 km² große Region, hat heute weniger als zehntausend zivile Einwohner.
Im Rahmen der Grenzbereinigung entlang der Wasserscheide trat Pakistan das fast menschenleere und im Sommer nomadisch bewirtschaftete Shaksgam-Tal an China ab.
Untertanen 1. und 2. Klasse des Fürstenstaats und ihre Nachfahren, die zwischen 1947 und Mai 1954 nach Pakistan umsiedelten, hatten indischerseits von 1982 bis 2019 die Möglichkeit, eine Rückkehrerlaubnis zu beantragen. Sie mussten zum Erhalt der indischen Staatsbürgerschaft lediglich einen Treueeid unterzeichnen. Die Zahl solcher Rückkehrer war minimal.
Wie in Azad Kashmir hat die 2009 neu geschaffene Regionalregierung von Gilgit-Baltistan (vorher „Northern territories“) die Kompetenz erhalten Bürgerrechtsfragen zu regeln. Die überkommenen Vorrechte der Kaschmiris wurden schon in den 1970er Jahren aufgehoben. 2015 wohnten 1,8 Mio. Menschen hier.
Das 59.000 km² große, mit unter 300.000 Einwohnern dünnbesiedelte Ladakh ist seit dem 1. Nov. 2019 separates indisches Unionsterritorium.